# Хормазд II
Хормазд II е владетел от Сасанидската династия на Персия. Управлява през 302 – 309 г.

## Произход и управление
Хормазд II е син на Нарсе, когото наследява. Малко са известните събития свързани с неговото управление, което преминава почти без войни. Стреми се да подобри отношенията с Арменското царство на Тиридат III. Сключва съюз с индо-иранската монархия в Кабул. Подновява гоненията на манихеите, прекратявайки религиозната толерантност. Проявява се като добронамерен владетел, който се опитва да подобри положението на бедните, като основава специален съд, защитаващ ги от своеволията на аристократите.
В края на царуването си Хормазд II започва конфликт срещу арабите Гасаниди, от които изисква плащането на данък. Персите постигат успех срещу гасанидите в Сирия, които търсят помощ от римляните. В 309 г. Хормазд II загива при лов в пустинята по време на тази кампания. Възможно да е станал жертва на заговор от страна на благородниците. Негов непосредствен наследник е първият му син Адур-нарсех (Адарнарсе), който е детрониран от персийските магнати малко след възкачването си.

## Деца
Хормазд II вероятно има 8 сина, които са убити, ослепени, затворени или прогонени в настъпилото междуцарствие. За наследник на Хормазд II е определен все още нероденият Шапур II.